# レオテュキデス (アギス2世の子)
レオテュキデス（希：Λεωτυχίδης、ラテン文字転記：Leotychides、紀元前5世紀）は紀元前5世紀後半のスパルタの王族である。
レオテュキデスは紀元前400年の父アギス2世の死後、アギスの弟でレオテュキデスからすれば叔父のアゲシラオス2世とスパルタの王位を争った。しかし、生前アギスは、レオテュキデスが生まれるまでの10ヵ月の間妻の寝室に姿を現していないためにレオテュキデスを我が子とは認めておらず、またこのこともあってレオテュキデスはアギスの妻ティマイアとアルキビアデスの不義の子であるという噂が立っていた。死ぬ直前にアギスはレオテュキデスをわが子と認めたものの、スパルタの有力者リュサンドロスの後押しを受けたアゲシラオスの言い分が通り、レオテュキデスはアゲシラオスに敗れた。なお、レオテュキデスのその後については不明である。

## 註
1. ↑  クセノポン, III. 3. 1
2. ↑  プルタルコス, 「リュサンドロス」, 22